# Franz von Stephani

Franz von Stephani

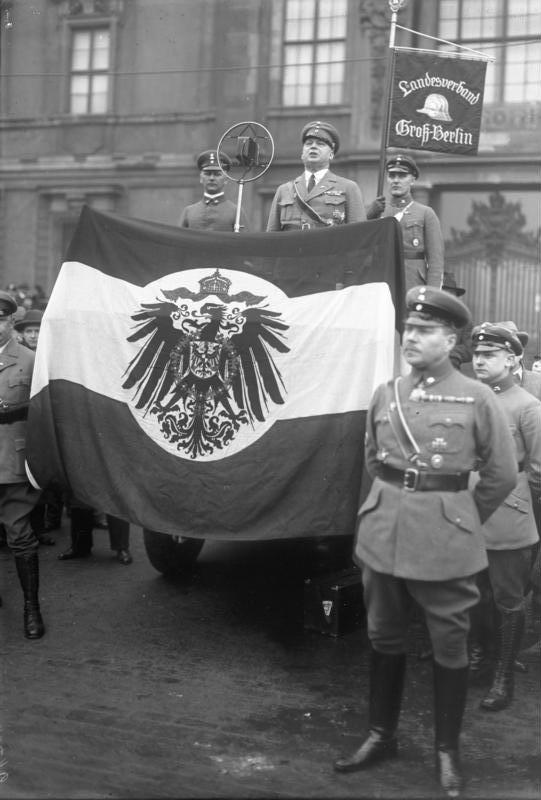
Stephani bei einem Stahlhelmaufmarsch im Berliner Lustgarten im März 1931 am Rednerpult

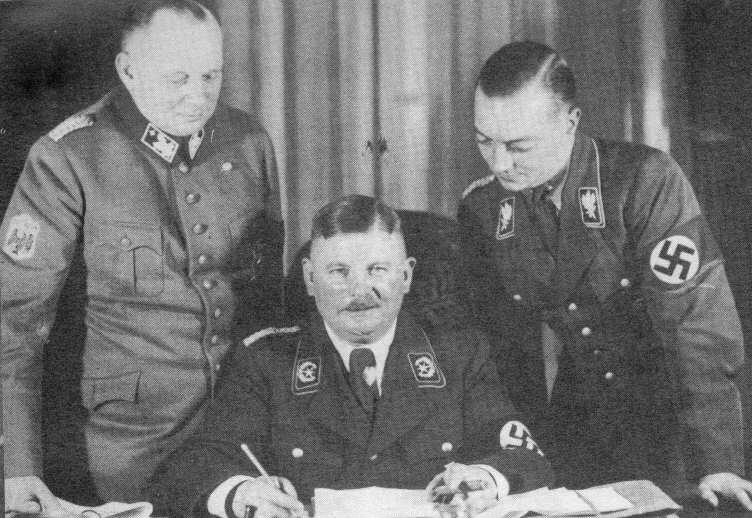
Ernst Röhm (Mitte) kurz nach seiner Ernennung zum Minister ohne Geschäftsbereich im Kabinett Hitler (Dezember 1933; rechts SA-Gruppenführer Karl Ernst, links Franz von Stephani)

Friedrich Louis Franz Adolf von Stephani (* 12. Juni 1876 in Bielefeld; † 24. April 1939 in Berlin) war ein deutscher Offizier, Freikorps-Führer und Politiker (NSDAP).

## Leben
Stephani war der Sohn des preußischen Generals der Infanterie Louis von Stephani (1843–1916) und dessen Ehefrau Marie, geborene Mensing. Er wurde 1895 Leutnant der preußischen Armee.

### Kolonialoffizier (1895–1914)
1904 trat er als Oberleutnant zur Kaiserlichen Schutztruppe für Kamerun über. 1905 wurde er in die Schutztruppe für Deutsch-Südwestafrika versetzt und dem Feldvermessungstrupp zugeteilt. 1907 zum Auswärtigen Amt, 1908 zum neugebildeten Reichskolonialamt kommandiert (bis 1910), fungierte er als Kommissar bei der Yola-Tschadsee-Grenzexpedition in Kamerun und 1907/08 als Mitglied (1908/09 als Führer) der Yola-Crossschnellen-Expedition. In dieser Tätigkeit führte er im Dezember 1908 zusammen mit dem britischen Major Whitlock der Southern Nigerian Regiments einen binationalen militärischen Angriff kolonialer Truppen gegen die Bewohner und Bewohnerinnen der Sankwala-Berge im heutigen Nigeria. Laut lokaler und von Stephani selbst zitierten Aussagen sollen die Kolonialisten dort bis 1200 Leute getötet und verwundet haben.
1912 ist er als Führer der 8. Kompanie der Kaiserlichen Schutztruppe für Kamerun nachweisbar. Zu dem Zeitpunkt lebte er in Duala. Bereits unter dem 20. April 1910 wurde er zum überzähligen Hauptmann befördert (27. Januar 1911 Patent verliehen). Im Juni 1912 heiratete er in Berlin-Wilmersdorf die Künstlerin Elisabeth von Hahn. Seit 1. Februar 1913 war er Resident in Ngaundere. Im August 1914 schied er aus der Schutztruppe aus und wurde in mobiler Formation beim Heer angestellt.

### Erster Weltkrieg, NSDAP-Mitglied und Tod
Am Ersten Weltkrieg nahm er in einem Reserve-Infanterie-Regiment teil. Am 27. Januar 1917 avancierte er zum Major, zuletzt im 1. Garde-Regiment zu Fuß.
Während des Spartakusaufstands im Januar 1919 war Stephani Kommandeur des Regiments Potsdam. Zusammen mit Hermann Ehrhardt gründete er 1920 den Verband nationalgesinnter Soldaten. Er war Rechtsritter des Johanniterordens und ab 1929 stellvertretender Vorsitzender des Vereins der Offiziere, Sanitätsoffiziere und oberen Beamten der ehemaligen Kaiserlichen Schutztruppe für Kamerun.
Später war er Landesführer des Stahlhelms in Berlin und nach der Überführung des Stahlhelms in die SA Führer der SA-Reserve I. Er war seit 12. November 1933 für die NSDAP Mitglied des Reichstages der 9. und 10. Wahlperiode der Weimarer Republik (= 2. und 3. Wahlperiode des nationalsozialistischen Reichstages).
Stephani starb 1939 in seiner Wohnung Am Park 11 (heute Fritz-Elsas-Straße 11) in Berlin-Schöneberg an Herzmuskelschwäche.

## Koloniale Sammlung
1910 schickte Stephani dem Hamburger Museum für Völkerkunde eine Sammlung von ca. 340 Besitztümern und Gegenständen aus den Regionen Adamawa, Grasland, Tschamba, Mandara-Gebirge und Bornu. Für diesen Erwerb zahlte das Museum dem damaligen Angehörigen des kolonialen Militärs 3.000 Mark.

## Auszeichnungen
- Königlicher Kronen-Orden (Preußen), IV. Klasse mit Schwertern[6]
- Britische Africa General Service Medal mit Spange West Africa 1908
- Königlicher Hausorden von Hohenzollern,  Ritterkreuz mit Schwertern
- Eisernes Kreuz, II. und I. Klasse

## Schriften
- Die Yola-Croßschnellen-Grenzexpedition. In: Deutsches Kolonialblatt. Band 20, 1909, S. 1147–1149.
- Ein Gefechtstag der Jola-Croßschnellen-Grenzexpedition. Ein Blatt aus dem Tagebuch. In: Mittlers Almanach 1911. S. 135–141.
- Taschenbuch der Sprache der Fulbe in Adamaua. Berlin 1912.